# CCL21
CCL21 (англ. C-C motif chemokine ligand 21) – білок, який кодується однойменним геном, розташованим у людей на короткому плечі 9-ї хромосоми. Довжина поліпептидного ланцюга білка становить 134 амінокислот, а молекулярна маса — 14 646.
| 10         |  | 20         |  | 30         |  | 40         |  | 50         |
| ---------- |  | ---------- |  | ---------- |  | ---------- |  | ---------- |
| MAQSLALSLL |  | ILVLAFGIPR |  | TQGSDGGAQD |  | CCLKYSQRKI |  | PAKVVRSYRK |
| QEPSLGCSIP |  | AILFLPRKRS |  | QAELCADPKE |  | LWVQQLMQHL |  | DKTPSPQKPA |
| QGCRKDRGAS |  | KTGKKGKGSK |  | GCKRTERSQT |  | PKGP       |  |            |

A: Аланін

C: Цистеїн

D: Аспарагінова кислота

E: Глутамінова кислота

F: Фенілаланін

G: Гліцин

H: Гістидин

I: Ізолейцин

K: Лізин

L: Лейцин

M: Метіонін

P: Пролін

Q: Глутамін

R: Аргінін

S: Серин

T: Треонін

V: Валін

W: Триптофан

Кодований геном білок за функцією належить до цитокінів. 
Задіяний у таких біологічних процесах, як запальна відповідь, хемотаксис. 
Секретований назовні.